# 성책

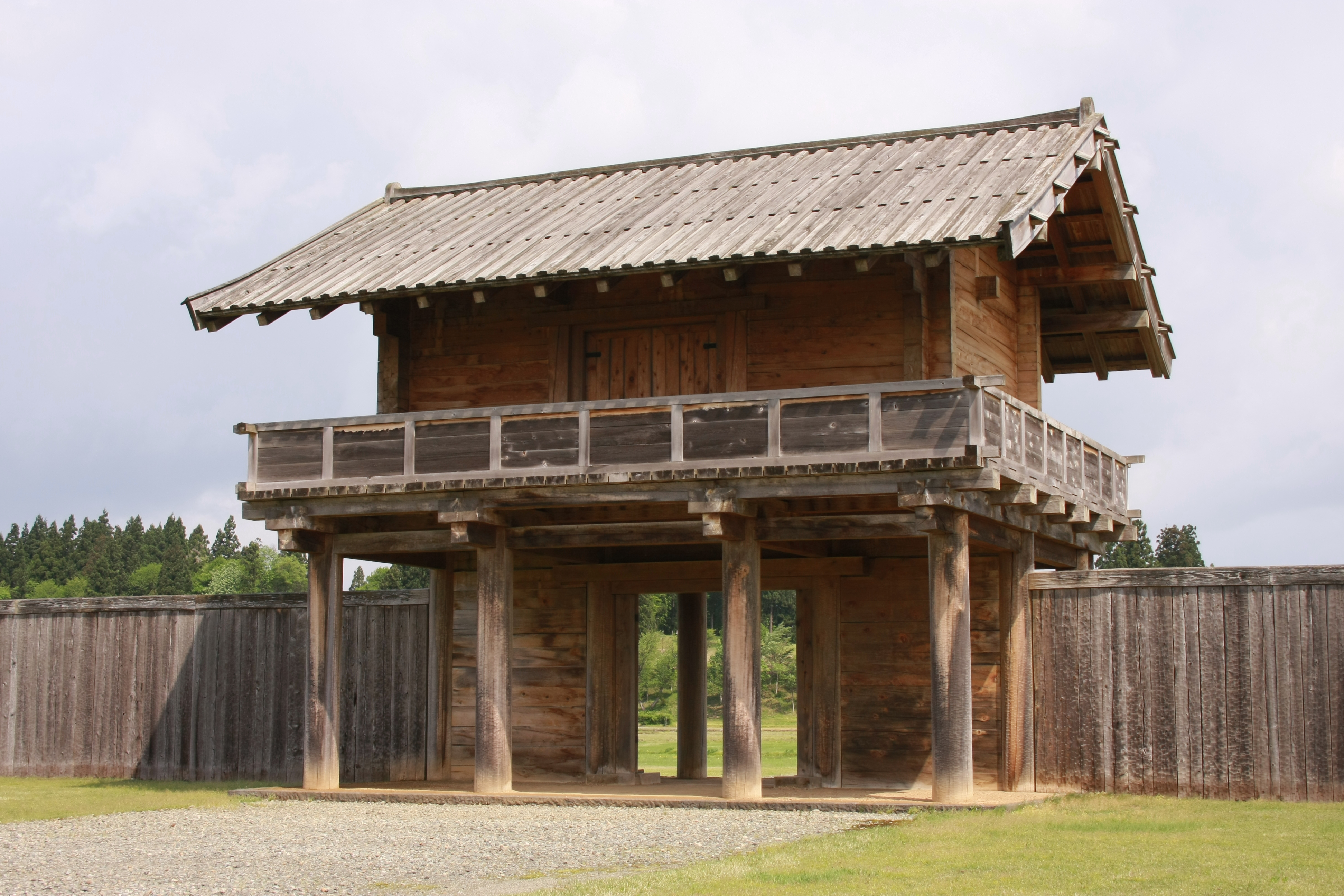
복원된 홋타책 남문.

성책(일본어: 城柵 죠사쿠[*])은 7세기-11세기의 고대 일본에서 야마토 조정이 혼슈 동북부를 정복하는 사업의 거점으로서 구축한 시설들이다. 일본의 성책은 에조인(원주민) 거주지역에 조정의 지배를 미치게 하기 위한 거점이 되는 관아(官衙)였으며, 동시에 방책 내부에 책호(柵戸)라 불린 주민을 부수하는 거주시설이기도 했고, 또한 병사를 주둔시키는 군사거점이기도 한 복합적인 성격을 지니고 있었다.
현대 일본 역사학계에서는 특히 동북지방 및 니이가타현 등 동쪽 변경(무츠국, 데와국, 에치고국)에 설치된 정치행정기능을 겸비한 방책시설에 대해서만 성책이라 지칭하는 경향이 있다. 전9년의 역과 후3년의 역에서 오슈 아베씨와 데와 키요하라씨가 축성한 방책들(누마책・카네자와책・니에책 등)은 공간적으로 동쪽 변경에 지은 것이기는 하지만, 에조인을 정복하기 위한 것이 아니라 야마토인끼리 내전을 수행하기 위한 것으로 성격이 다르기 때문에 일반적으로는 여기서 말하는 “성책”에 포함되지 않는다. 성책은 군사거점으로서의 성격을 지니면서도, 주고쿠 지방 및 규슈 지방 등 서쪽 변경에 돌로 쌓은 산성(山城)과 비교해 방어력이 약하고 관아로서의 성격이 더 강한 것이 특징이다.
성책은 조정이 동북으로 지배영역을 넓혀가면서 그 지배거점으로 조영한 시설이다. 20세기 중반까지만 해도 성책을 에조인과의 전쟁에 대비한 최전선 보루로 보는 설이 강했다. 하지만 1960년대 이후 발굴조사에서 정청(政庁)을 중심으로 한 관아가 성책의 중요한 구성요소였음이 밝혀지면서:29:95:8-9 군사방위기능만을 염두에 둔 기존의 이미지가 탈피되었다.:5,11:83-84:227-228 그러나 성책에는 군단병이나 진병 같은 군사력이 상주하고 있었던 것도 엄연히 사실이라, 관아만을 강조하는 것도 일면적인 이해로서 지양된다.:84-85:9, 52-53 성책의 성격에 대해 정치거점과 군사거점 중 어느 쪽을 중시해야 하는지에 대한 제설이 있으나, 일반적으로 성책은 일본 율령국가의 동북정복사업에서 군정・민정 양면을 집행한 행정기관으로서, 서국의 산성과는 성질을 달리한다.
한편, 발굴조사의 진전으로 타가성으로 대표되는 직사각형 외곽을 가진 관아적 성책만이 전모가 아니었음이 밝혀지고 있으며, 종래의 관아 대 보루라는 대립항과는 다른 시각에서 대립축을 찾을 수도 있게 되었다.:87 즉, 형성사상으로는 타가성・이사와성・키노와책 등 왕권의 출선(出先)기관으로 구축된 관아적인 성책들 및 그 발전형 성책들과, 모노우성・이지성 등 식민이주민이 집주하는 거점이었던 위곽집락(囲郭集落)에서 기원한 것으로 보이는 성책, 이렇게 두 흐름을 볼 수 있다.:93-94